# Gegerien
Gegerien (på albanska Gegëri, Gegëria, på svenska även Nordalbanien), benämning på de av gegisktalande albaner bebodda områdena i Balkanhalvön.
Det andra etnografiska området är Toskerien.